# Swim-up
Se denomina Swim-up a una técnica de capacitación de los espermatozoides in vitro. 
La muestra de semen se centrifuga (unos 10 min a 400g), con el objetivo de eliminar el plasma seminal (los espermatozoides forman el pellet).
Eliminamos el sobrenadante y añadimos de 0,5 a 1 ml de medio de cultivo procurando que resbale suavemente por las paredes del tubo, para evitar que se formen burbujas. Se incuba durante 45 minutos a una temperatura de 37 °C para favorecer la movilidad de los espermatozoides. En este tiempo solo los espermatozoides con mejor movilidad colonizarán la parte superior del medio. Tras ello, tomamos el sobrenadante, que será rico en espermatozoides móviles. Las principales ventajas de esta técnica de capacitación es que es fácil de realizar y barata, así como que se consigue obtener fracciones con más del 90% de espermatozoides con calidad A+B.
 Esta técnica, actualmente, se continúa utilizando aún en los laboratorios FIV. Algunas de sus limitaciones son que no está indicada en muestras pobres en espermatozoides (se utiliza solamente en normozoospermia, debido a que con la técnica se pierde una cantidad considerable de espermatozoides de buena calidad) y que no se eliminan las partículas que forman el debris celular.